# Alto del Totumo
El Alto del Totumo es una formación de montaña ubicada en el municipio Justo Briceño del Estado Mérida. A una altitud de 4.075 m s. n. m. el Alto del Totumo es una de las montaña más alta en Venezuela. 

## Ubicación
El Alto del Totumo se encuentra al este del páramo Mucumposito y al norte del Cerro El Potro, a un costado de la carretera Collado El Condor-Piñango y que conecta el troncal 7 hasta la carretera panamericana. A ese nivel y del lado oeste de la misma carretera se encuentra el Páramo El Turmero. Alto del Totumo es el lindero este del páramo. Más al este se encuentra el caserío andino «La Venta». Poco hacia el Norte de la carretera a Piñango está el Hato El Atico y la quebrada El Becerro. 